# 김광일 (기자)
김광일(金侊日, 1958년~)은 대한민국의 조선일보 논설위원이다.

## 학력
- 전주고등학교
- 서울대학교 사범대학 불어교육과 학사

## 경력
- 한국언론인연합회 운영자문위원
- 조선일보 편집국 부국장
- 2010년 ~ 2011년 : 조선일보 편집국 국제부 부장
- 조선일보 편집국 문화부 부장
- 1999년 : 조선일보 편집국 문화부 기자
- 조선일보 논설위원실 논설위원
- 1993년 ~ 1999년 조선일보 파리 특파원
- 조선일보 편집국 국제부 기자
- 조선일보 월간조선부 기자
- 1985년 조선일보 편집국 사회부 기자
- 경기고등학교 교사

## 진행

### TV
- 현장추적 WHY
- 김광일의 신통방통(2013년 9월 9일 ~ 2018년 11월 16일, 2024년 3월 11일 ~ 2024년 10월 18일)
- 김광일의 시사탱크